# Кучета в космоса
Полетите на кучетата в космоса са серия биологични експерименти, включващи провеждането на изследвания върху възможностите на живите същества за полет на геофизически и космически ракети, наблюдение на поведението на високо организираните животни в условията на такива полети, както и изучаването на сложните явления в извънземното пространство.
Учените са изследвали въздействията върху животни на повечето фактори от физическо и космическо естество: изменение на силата на тежестта, вибрации, пренатоварване, звукови стимули с различна интензивност, влияние на космическото лъчение, хипокинезия и други. При провеждането на такива експерименти в Съветския съюз допълнително се провеждат и изпитания на системата за аварийно спасяване на главните пасажерски части на ракетата.
Повечето изследвания с кучета са проведени в СССР през 50-те и 60-те години на 20 век. През 60-те години няколко кучета са изстреляни в горните слоеве на атмосферата от Китай.

## Първа фаза на изследванията
1. Дезик и Циган са първите живи същества, които за първи път в историята политат на балистична ракета в горните слоеве на атмосферата на произволна граница на пространството. Стартирането на R-1B (B-1B) с кучета на борда се състои на 22 юли 1951 на Капустин Яр, астраханска област, Русия, в 4:00 сутринта. Целият полет преди кацане е продължил около 20 минути. Контейнерът с кучета се приземява безопасно на 20 км от самото начало. Не са открити никакви физиологични промени или отклонения от тях. Дезик и Циган са оцелели на претоварване и безтегловност. Циган претърпява само леки наранявания при кацане – той се почесва по кожата на корема. Повече той не е участвал в полетите. Циган е взет в дома на председателят на Държавната комисия за организацията на изследванията на геофизични ракети, Анатолий Аркадиевич Благонравов (1894 - 1975).
2. Една седмица след първия полет на ракетни кучета, на 29 юли 1951 г. се състои старта на геофизичната ракета R-1B (B-1B). На борда са били Дезик и Лиса. Дезик е изпратен отново, за да се види как кучето се държи по обучение в повторното изстрелване. Ракетата стартира успешно, но в определеното време парашута, който трябва да се отворят високо в небето, не се отваря. Бе дадена команда: намерете някъде кацналата кабина с кучета. След известно време, тя е била открита разбита на земята. Разследването разкрива, че една силна вибрация блокира barorele – специално устройство, което осигурява изходен улей на определена височина. Парашутът не се отваря и главата на ракетата с висока скорост се блъска в земята. Дезик и Лиса са починали, ставайки първите жертви на космическата програма. Кучешката смърт причинява сериозни мисли на изследователите, по-специално на Корольов. След този инцидент, е решено да се разработи система за аварийно спасяване на ракетни пътници в случай на извънредна ситуация.
3. На 15 август 1951 т. в R-1B правят първия си полет кучетата Мишка и Чижик. Те били отведени в ракетата, когато все още е нощ. Преди полета те са спокойни. На разсъмване, ракетата стартира без никакви проблеми. След 18 минути в небето се появява парашут. Въпреки указанията, участниците започват да се втурват към мястото на кацането. Освободени от тавите и сензорите, кучетата се чувствали добре, галят се въпреки факта, че неотдавна са преживели тежко претоварване. След предишния неуспешен полет на Дезик и Лиса, учените се надяват, че програмата за изпитване ще се извърши по-нататък.
4. Четвъртите кучета излитат на 19 август 1951 година. Два дни преди това, едно от кучетата на име Смелий на разходка с каишка избягва в Астраханската тревиста степ. Загуба на специално обучени кучета застрашава сериозни неприятности, защото кучетата са избрани по двойки, според психологическата съвместимост. Търсенето продължава, докато се стъмни, но нищо не се намира. Решено е да се намери заместник на Смелий на следващия ден. На сутринта на 18 август експериментаторите са били изненадани да видят Смелий, който виновно започва да скача. Проучването показва, че физиологичното състояние и рефлексите са останали непроменени. На следващия ден, на тихо слънчево утро, Смелий и Рижик успешно летят с ракета R-1B.
5. На 28 август 1951 Мишка и Чижик са възстановени за полет за втори път на ракета R-1B. Този път, експериментът е сложно да въведе човешки полет. Използва се нов регулатор на налягането в кабината, който позволява на излишната смес от газ да излиза извън главата на ракетата. Регулаторът е успешно тестван на площадката, на поради вибрациите по време на полет се проваля, разхерметизира се кабината с кучетата на голяма надморска височина. Въпреки успешното изстрелване и кацане на главата на ракетата, Мишка и Чижик са починали от задушаване. Регулатор на налягането е изпратен за преразглеждане и следващия старт е проведено без него.
6. Краен срок (последен) старт, за завършването на първата фаза на операциите на геофизични ракети, бе назначен 3 септември 1951 година. Пътниците на R-1б са Късмет и Рожок. Направено е в навечерието на полета пълно сканиране на кучетата и техните физиологични функции. Непосредствено преди началото, персоналът забелязва липсата на Рожок. Клетката е заключена, Късмет е на мястото, но Рожок необяснимо изчезва. Време да се търси ново куче почти няма. Изследователите имат идея да хванат подходящо куче близо до трапезарията и неподготвено. Така те правят: примамват куче от полето, измиват го, почистват го и се опитват да прикрепят сензори – новопридобитият кандидат се държи много спокойно. Сергей Павлович Корольов (1907 - 1966) решава да не се докладва за инцидента. Изненадващо, Късмет и новият му партньор имат безопасен полет техниката не разочарова. След кацане, на Корольов е казано за заместването. Сергей Павлович уверява, че скоро на съветските ракети ще лети всеки. Новото кученце, има псевдоним ZIB (Заместник на Изчезналия Бобик). Корольов на доклад за управлението, тълкува съкращението като „Спести изследовател без подготовка“.

## Втора фаза на изследвания
1. Стартът се провежда на 24 юни (26 юни) 1954 г. на ракета R-1д. На височина от 75 – 80 км се катапултира Лиса. Специалният парашут се отваря в езотеричната атмосфера. За първи път в историята на полетите се катапултират кучета. Капсулата с Рижик, се изстрелва на надморска височина от 45 Км. На 7 км от повърхността на земята се отваря парашута. Полетът е успешен.
2. Стартът се провежда на 2 юли 1954 г. на R-1д. Мишка умира, Дамка (Димка) е безопасно върната.
3. Стартът се провежда 7 юли 1954 г. на R-1д. Рижик е починал.
4. Стартът се провежда на 5 февруари 1955 на R-1д. Почти веднага, ракетата се отклонява от вертикалата към страната на курса. Задейства автоматично стабилизиране на кормилата. За да приведе в съответствие на разпоредбите рязко ракетата се връща в първоначалното си положение. В същото време, удара е била толкова силен, че две капсули с кучетата и тялото на ракетата се ударят и падат на земята. Кучетата са били убити. Лиса е любимото куче на лабораторния служител на херметизирани кабини и костюми Александър, който е участвал в обучението на кучетата да летят. Инцидентът е настъпил с височина от около 40 км, а това се е случило пред очите му. След падането на капсулите, Александър в нарушение на инструкциите, погребва Лиса Стартът се провежда на 5 февруари 1955 г. на R-1д. Почти веднага, ракетата се отклонява от вертикалата към страната на курса. Задейства автоматично стабилизиране на кормилата. За да приведе в съответствие на разпоредбите рязко ракетата се връща в първоначалното си положение. В същото време, удара е била толкова силен, че две капсули с кучетата и тялото на ракетата се ударят и падат на земята. Кучетата са били убити. Лиса е любимото куче на лабораторния служител на херметизирани кабини и костюми Александър, който е участвал в обучението на кучетата да летят. Инцидентът е настъпил с височина от около 40 км, а това се е случило пред очите му. След падането на капсулите, Александър в нарушение на инструкциите, погребва Лиса
5. Стартът се провежда 25 юни 1955 г. На R-1д. Рита умира.
6. Стартът се провежда на 4 ноември 1955 на R-1д. Катапултира на височина от 90 км с Малишка, но заради силния вятър се е повишила отклоняването от желаното място на кацане. Също така започва виелица. Парашутът изчезва от линията на погледа. Задълбочено търсене на следващите два дни нищо не открива нищо. На третия ден с група от търсене Александър Серяпин случайно открива капсулата с Малишка.
7. Стартът е на 31 май 1956 в R-1д. Мисията приключва благополучно.
8. Козявка и Албина отлитат заедно два пъти – 7 и 14 юни 1956 на R-1д. И двата пъти, при същите условия, едно от кучетата има увеличаване на сърдечната честота, а от друга – забавяне. Това явление е записано като лична толерантност. Препарираната Козявка е в Държавен централен музей на съвременната история на Русия.

## Трета фаза на изследвания
1. Стартът се провежда на 16 май 1957 г. R-2A ракета се изкачва на височина от 212 км. Полетът е успешен.
2. Стартът се провежда на 24 май 1957 г. на P-2A ракета. Кучетата умират заради снижаване на налягането по време на полет.
3. Стартът се провежда на 25 август 1957 г. на R-2A ракета. Белка кучето е под упойка. Полетът е успешен.
4. Стартът се провежда на 31 август 1957 г. на P-2A ракета. Белка кучето е под упойка. Полетът е успешен.
5. Стартът е на 6 септември 1957 г. P-2A ракета. Модница кучето е под упойка. Полетът е успешен.
6. Стартът се провежда на 21 февруари 1958 г. на ракета R-5А до максимална височина 473 km. Палма и Пушок са в специална херметична кабина по нов дизайн. По време на полета, е имало снижаване на налягането и кучетата умират.
7. Кусачка, по-късно преименувана на Отважная, и Палма, летят два пъти – на 2 и 13 август 1958 г. На R-2A ракета. Претоварването варира от 6 до 10. Полетът е успешен.
8. Стартът се провежда на 27 август 1958 г., до височина от 453 км. Това е максималната височина на която са летели кучета за цялото време и са безопасно върнати. Полетът е направен на ракета R-5A. Границите на претоварване варират от 7 до 24 единици. След полета, кучетата се връщат много уморени и запъхтени, въпреки че не са установени аномалии в тяхната физиология. Белянка има име Маркиза, но преди началото тя е преименувана. Известна е, също като Белая.
9. Стартът се провежда на 31 октомври 1958 г. в R-5A ракета на височина от 415 километра. При кацане парашутната система се проваля и кучетата умират.
10. „Отважная“ (по-рано Кусачка) и „Снежинка“ (по-късно преименувана на Жемчужина) правят успешен полет с ракета R-2A на 2 юли (според някои съобщения 8 юли), 1959 г. Също така, с кучета в кабината има заек, известен още като Марфуша. Заекът е твърдо закрепен и с фиксирани глава и шия спрямо торса. Това е необходимо за точни снимките окото. В експериментът се изследва мускулния тонус на мускулния ректус на окото. Така полученият материал свидетелства за намаляване на мускулния тонус в пълна безтегловност.
11. Стартът се провежда на 10 юли 1959 г. в R-2A ракета. Отважная и Жемчужина са безопасно върнати.
12. Стартът се провежда на 15 юни 1960 г. в P-2A ракета на височина от 206 км. С кучетата, в кабината има заек, на име „Звездичка“. Отважная прави петия си полет на ракета, като поставя рекорд за брой на полети при кучета. Отважная е препарирана в Държавен централен музей на съвременната история на Русия.
13. Стартът се провежда на 16 септември 1960 г. на R-2A ракета. Този успешен полет над поредица от експерименти върху кучета, стартира на геофизична ракета.

### Сателити (орбитални полети)
1. Лайка става първото животното, обиколило орбитата на Земята. Тя е изстреляна в Космоса на 3 ноември 1957 г. от съветския кораб „Спутник 2“ от новия космодрум Байконур. По това време, Лайка е на около две години, тежи около 6 паунда. Връщането на Земята все още е технически невъзможно. Кучето е починало по време на полета – 5.7 часа след началото. Тя умира от стрес и прегряване, въпреки че е трябвало да живее в продължение на около една седмица.
2. На 28 юли 1960 г. стартира нов тип космически кораб „Восток 1K номер едно“ Лиса е любимото куче на генералния дизайнер Сергей Корольов, който казва преди полета: „Аз наистина искам да се върнеш.“ След 19 секунди на ракетата носител се срива блок „D“ първи етап, като го кара да падне на земята и избухне в 38-ата секунда. Кучетата са били убити. След този инцидент, е решено да се разработи система за спешно спасяване на астронавтите не само по време на полет, но също така и на сцените на подготовка и стартиране.
3. На 19 август 1960 г. кучета Белка и Стрелка стават първите живи същества, извършили ежедневен орбитален полет и са безопасно върнати назад. През това време, корабът прави 17 пълни оборота около Земята. След известно време след кацане, Стрелка донася здраво поколение – шест кученца, едното от които е изпратено като подарък за съпругата на президента на САЩ Жаклин Кенеди.
4. На 1 декември 1960 г. изстрелване се провежда на космическия кораб „Восток 1K номер 5“ Кучета Пчьолка и Мушка са на борда. Дневният орбитален полет е успешен, корабът прави 17 оборота около Земята, но в последния етап на упадък, поради провала на системата за стабилизиране (SFT), количеството е недостатъчно спирачен импулс. Траекторията на спускане става рискова, което заплашва кацането на съоръжението на територията на друга държава. Капсулата не влиза в атмосферата в разчетното време и е взривена Автоматично взривяване на предмета (АРО). „Пчьолка“ и „Мушка“ умират.
5. Жулка и Жемчужина (известени също като Жулка и Алфа, както и Комета и Шутка) стартират от Байконур на 22 декември 1960 г. на борда на кораба „Восток 1K номер 6“. Жулка вече е летяла на геофизични ракети под имената на Снежинка и Жемчужина през 1959 година. Известно време след началото, поради разрушаването на газовия генератора на третия етап на ракетата-носител, го отхвърля далеч от курса. Ясно е, че в пространството, той няма да работи. Достигайки височина от само 214 km, но спешната капсула, се разтоварва в Евенк в река Тунгуска (падането известният Тунгуски метеорит). В областта на удара веднага отлитат екип от учени. Поради сложността на търсенето и изключително ниските температури, провинциите са разгледани само на 25 декември. За изненада на спасителите, Жулка и Жемчужина са все още живи, въпреки че останалата част от живите същества, намиращи се е кучетата, умират. Жулка впоследствие е взета от специалиста по авиационна медицина – академик Олег Газенко, който е живял с нея в продължение на около 14 години. За обяснение на тези събития, през 1985 г. е заснет игрален филм „Извънземен кораб“, с участието на известни актьори от съветското кино.
6. Независимо от изискването на правителството на спешно стартиране на човек в космоса, Сергей Корольов решава да го прилага само след два последователни успешни кораби с кучета. На 9 март 1961 г. е извършен успешен полет на Чернушка и манекен, по прякор „Иван Иванович“ на „Восток номер едно.“
7. На 2 март 1961 г. полита кучето Цепенишка, отгледано в град Козлодуй. Полетът на „Восток номер едно и половина.“ е успешен и кучето Цепенишка оцелява.
8. На 25 март 1961 г. полита кучето Звездичка, където първият космонавт Юрий Гагарин преди старта дава нейното име. Полетът на борда „Восток номер 2“ е бил успешен. Заедно с кучето и отлита манекен „Иван“. По пътя, фото-разузнаващо оборудване е тествано върху Турция и Африка. Преди първия полет на човек в Космоса е било само 18 дни.
9. На 22 февруари 1966 г., в рамките на подготовката на дългосрочен човешки космически полет, на кораба биосателит „Космос-110“ летят кучета мелези „Вятърче“ и „Въгленче“. Неговата продължителност е била 23 дни. Дотогава това е най-дългият полет на кучета. „Вятърче“ и „Въгленче“ се връщат изключително разчорлени с износена кожа на и рани от залежаване. Те не могат да стоят на краката си и чувстват постоянна жажда. Въпреки това, след известно време, те се връщат към първоначалното им състояние. След това те дават здраво поколение и са живели във вивариума на Института по Авиационна медицина до смъртта си.

Освен Съветския съюз, Китай също изпраща две кучета в космоса.